# Ajedrez sin jaques
El Ajedrez sin jaques (o Ajedrez prohibido) es una variante del ajedrez donde ningún jugador puede dar jaque con excepción del jaque mate. Todas las demás reglas son las normales del ajedrez. Este cambio provoca un profundo impacto en la forma en que se juega. 
En el ajedrez normal, el Rey necesita mantenerse a salvo de los ataques enemigos, y el jaque puede usarse para ganar tiempo o para llevar al rey a una posición no segura. En el ajedrez sin jaques sin embargo, el rey es inmune a la mayoría de los ataques, siempre que se evite el jaque mate. Para poder conseguir el jaque mate el rey ha de ser arrinconado sin jaques.
Otro impacto de esta regla es que el rey, inmune a los ataques, es ahora por sí mismo una fuerza poderosa. El rey puede defender piezas y puede, también, capturar las piezas que se coloquen haciéndole jaque. El rey puede avanzar a las posiciones enemigas creando desorden en el campo enemigo, ya que tienen que evitar las casillas donde pueden dar jaque al rey. Sin embargo este plan puede ser arriesgado ya que hacer jugar al rey en el campo enemigo puede provocar situaciones de jaque mate inmediato.